# Travaux académiques mutualisés
Pour les articles homonymes, voir Tram.
 (mars 2017).
En France, les travaux académiques mutualisés (TraAM en abrégé) sont des travaux commandés et dirigés par la Direction du numérique pour l'éducation (DNE) concernant le développement de pratiques numériques, l'utilisation de nouveaux outils ou logiciels dans le cadre de l'enseignement. Ils se veulent un laboratoire de pratiques numériques innovantes.

## Objectifs
Chaque année, le département A2 (Développement des usages et de la valorisation des pratiques), émet en mai (ou juin) un appel à projets par discipline en destination des académies. Les équipes académiques intéressées peuvent alors proposer un projet.
Le projet, outre le fait de devoir répondre au cahier des charges national des TraAM et au cahier des charges de l'année, doit impliquer des enseignants de terrain qui pourront développer des activités, les tester dans des classes. Chaque groupe doit être supervisé par un membre de l'inspection régionale (IA-IPR ou IEN).
Les différents groupes académiques dont les projets sont retenus s'engagent à se réunir à l'intérieur de l'académie mais aussi à travailler de concert avec les autres groupes retenus par le projet national.
En fin d'année, une fois les activités façonnées, testées et relues, celles-ci font l'objet d'une synthèse qui est publiée sur le site eduscol. Les activités doivent être publiées sur les sites disciplinaires académiques et indexées dans l'édubase.
Ces activités sont l'occasion d'imaginer de nouvelles pratiques, détourner des outils ou applications de leur vocation première afin d'enrichir l'enseignement ou encore de tester de nouveaux outils.
Les thèmes proposés couvrent tous les champs disciplinaires.

## Diffusion des projets
Un bilan annuel est publié :
- En 2014, sous forme de cartographie mentale,
- Depuis 2015, la synthèse des productions TraAM est diffusée dans les EDU'bases et tous les scénarios produits pour chaque discipline sont accessibles sur éduscol[7].